# Nematopsis panopei
Nematopsis panopei is een soort in de taxonomische indeling van de Myxozoa, een stam van microscopische parasitaire dieren. Het organisme komt uit het geslacht Nematopsis en behoort tot de familie Porosporidae. Nematopsis panopei werd in 1951 ontdekt door G.H. Ball.